# Amar Ferhatović
Amar Ferhatović (ur. 3 maja 1977 w Sarajewie) – bośniacki piłkarz występujący na pozycji pomocnika, reprezentant Bośni i Hercegowiny.

## Kariera klubowa
Wychowanek szkółki piłkarskiej FK Sarajevo. W 1996 roku, po włączeniu go do kadry pierwszego zespołu, rozpoczął w tym klubem występy na poziomie bośniackiej ekstraklasy. Latem 1998 roku wywalczył Puchar Bośni i Hercegowiny po zwycięstwie w finale nad HNK Orašje. W lipcu 1998 roku zadebiutował w europejskich pucharach w meczu z Germinalem Ekeren (1:4) w Pucharze UEFA 1998/99, w którym zdobył bramkę. Spotkanie to było pierwszym w historii meczem bośniackiego klubu w rozgrywkach europejskich. W sezonie 1998/99 zdobył z FK Sarajevo tytuł mistrza Bośni i Hercegowiny.
Jesienią 2001 roku został on zawodnikiem włoskiego zespołu US Brescello, występującego w Serie C2, gdzie grał przez 1,5 roku. Rundę wiosenną sezonu 2002/03 spędził w węgierskim Szombathelyi Haladás, gdzie na poziomie NB II rozegrał 10 spotkań i zdobył 1 bramkę. W latach 2003–2005 ponownie był graczem FK Sarajevo, z którym wywalczył Puchar Bośni i Hercegowiny za sezon 2004/05. W sierpniu 2005 roku Ferhatović rozpoczął testy w GKS Bełchatów prowadzonym przez Mariusza Kurasa, po których podpisał kontrakt. 9 września tego samego roku zadebiutował w Orange Ekstraklasie w zremisowanym 2:2 meczu z Dyskobolią Grodzisk Wielkopolski. Miesiąc później doznał kontuzji więzadeł krzyżowych. Na początku 2006 roku wystawiono go na listę transferową. Ogółem zaliczył on 2 spotkania w polskiej ekstraklasie oraz 1 mecz w ramach Pucharu Polski.
W 2007 roku Ferhatović przez krótki okres występował w trzecioligowym szwedzkim Vasalund/Essinge IF. W lutym 2008 roku był testowany przez GKS Katowice, jednak klub nie zdecydował się go zatrudnić. W tym samym miesiącu został on zawodnikiem FK Famos Hrasnica, w barwach którego pół roku później zakończył karierę zawodniczą.

## Kariera reprezentacyjna
W latach 1998–1999 występował w kadrze Bośni i Hercegowiny U-21, w której zaliczył 5 występów i zdobył 2 gole.
Latem 2001 roku otrzymał powołanie do seniorskiej reprezentacji Bośni i Hercegowiny na towarzyski turniej Merdeka Tournament. 20 czerwca zadebiutował w meczu ze Słowacją (1:0) rozegranym w Shah Alam, w którym wszedł na boisko za Srđana Pecelja. W całym turnieju zaliczył on 3 spotkania (1 uznane zostało za nieoficjalne przez FIFA), nie zdobył żadnej bramki.

## Życie prywatne
Jego ojciec Nijaz (ur. 1955), brat Nidal (ur. 1980) oraz stryjeczny dziadek Asim (1933–1987) również byli piłkarzami.

## Sukcesy
FK Sarajevo
- mistrzostwo Bośni i Hercegowiny: 1998/99
- Puchar Bośni i Hercegowiny: 1997/98, 2004/05